# Ruth Malcomson

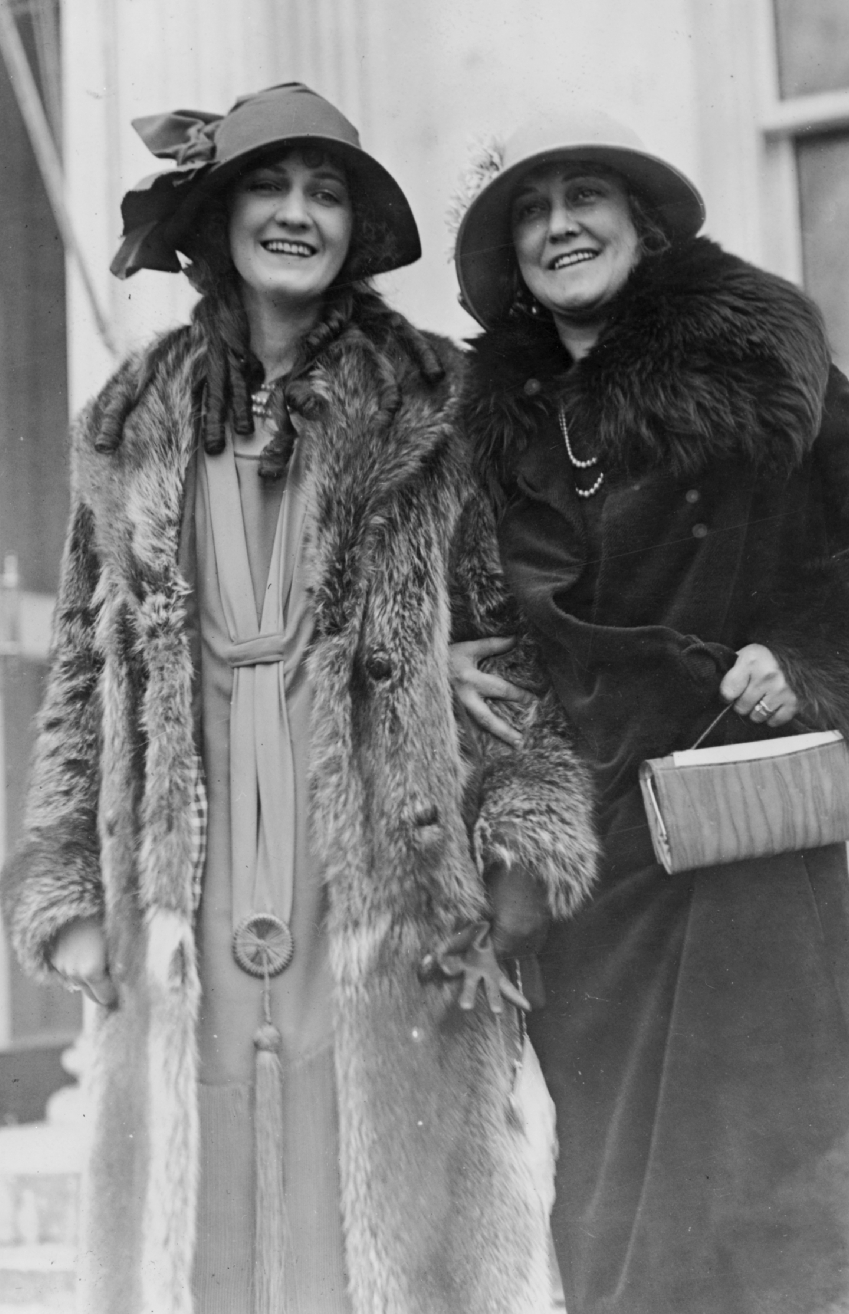
Ruth Malcomson (links) mit ihrer Mutter Augusta Malcomson

Ruth Malcomson (* 1906 in Philadelphia, Pennsylvania; † 1988, ebenda) war 1924 die vierte Miss America.
Im Alter von 17 Jahren gewann sie 1923 als Amateur die Bather's Revue und wurde wenig später zur Miss Philadelphia gewählt. 1924 trat sie in Atlantic City gegen 84 Mitbewerberinnen um den Titel der Miss America an, den sie auch gewann, wobei sie auch die amtierende Titelverteidigerin, Mary Katherine Campbell, schlug, die nochmals angetreten war. Für die Wahlen im folgenden Jahr trat sie nicht mehr an.
Einige Jahre später heiratete sie Carl Schaubel und lebte weiterhin in Philadelphia. Ihre Nichte wurde 1956 zur Miss Philadelphia gewählt und ihre Groß-Nichte 1981 zur Miss Delaware.